# Церква Преображення Господнього (Новиця)
48°57′28″ пн. ш. 24°20′14″ сх. д. / 48.957777777778° пн. ш. 24.337222222222° сх. д.

## Історія
До 90-х років ХХ ст. історія релігійного життя села Новиця була спільною, і хоч в селі раніше і були дві церкви, вони були наче одним цілим. У 1917 р. під час штурму села російськими військами обидві церкви згоріли. Тоді люди збирались на богослужіння разом у тимчасовій церкві-бараці, а у 1928 р. було збудовано церкву-каплицю Собору Пресвятої Богородиці. У 1936 році розпочали будівництво великого дерев'яного Спасо-Преображенського храму, якого освятили вже у 1938 р. 1946 р. під тиском радянської окупаційної влади громада змушена була перейти під патронат Руської православної церкви.
На початку 90-х років ХХ ст., коли Україна здобувала свою незалежність, віряни були свідомі того, що і в релігійній площині вони мають бути незалежними. Рішення громади про вихід з лона російської церкви було одноголосним. Проте, думки щодо подальшої конфесійної приналежності розійшлися. Одна частина вірян не хотіли залишати православну віру й вирішили приєднатися до Української автокефальної православної Церкви. Інша частина вірян вважали, що потрібно повернутися до Греко-католицької Церкви, яка щойно вийшла з підпілля. Релігійна громада села розділилася. Православна громада відмовлялася надавати храм в почергове використання. Спроби греко-католицької громади зайти до храму були невдалими.
Першу Службу Божу для греко-католицької громади Новиці відправив о. Микола Сімкайло – майбутній Єпископ Коломийсько-Чернівецький. Це відбулося у вересні 1990 р. в каплиці Собору Пресвятої Богородиці. У Хрестопоклонну Неділю 1991 р. на під'їзді на Гору (так місцеві називають горішню частину села), на місці колишнього цвинтаря й втраченої в Першу світову війну церкви Різдва Христового, де в радянський період стояв пам'ятник загиблим у Другій світовій війні, було закладено хрест і відслужено просто неба першу Літургію. Її відслужив декан Калуський о. Михаїл Бігун. Відтоді протягом 10 років греко-католицька громада молилася у заметілі та дощі, у люті морози та нестерпну спеку разом із священиками о. Михаїлом Бігуном, о. Михайлом Матійцевим, о. Михайлом Чернегою, о. Юрієм Кузем, о. Ігорем Касіяном, о. Михайлом Данильцем, дяком Іваном Сусликом.
У 2001 році силами громади було споруджено тимчасову церкву хатнього типу, а згодом, з благословення Господнього, Єпископом Івано-Франківським Софроном Мудрим було закладено перший камінь і розпочато будівництво нової церкви. Початком будівництва опікувався о. Ігор Касіян, а продовжив справу о. Ігор Іванців. Церкву будували за рахунок пожертв парафіян, їх сусідів та особливих жертводавців. 19 серпня 2008 р. відбулось освячення церкви на честь Преображення Господнього. Освячення очоливВладика Володимир Війтишин у співслужінні численного духовенства в присутності новичан та гостей з навколишніх сіл.